# Geotherm
De geotherm of geothermische gradiënt is de toename van de temperatuur met de diepte (de temperatuurgradiënt) in de Aarde of ondergrond. Deze gradiënt ligt in de aardkorst normaal gesproken tussen de 15 en 30 °C per kilometer. De geothermische dieptemaat is de diepte waarop de aardkorst 1 graad Celsius warmer wordt, dit is normaal gesproken tussen de 33 en 17 m.
Hoe hoog de geothermische gradiënt aan het aardoppervlak is hangt af van de geologische situatie. In gebieden waar vulkanisme, magmatisme of korstextensie voorkomt is de gradiënt hoog. Aanzienlijke afwijkingen van het gemiddelde zijn bijvoorbeeld te vinden in de Schwäbische Alb (geothermische dieptemaat van 11 meter) of in Zuid-Afrika (geothermische dieptemaat van 125 meter). Veel van deze afwijkingen worden veroorzaakt door vulkanische activiteit. De hogere temperatuursgradiënt wordt veroorzaakt door een hogere warmtestroom naar het aardoppervlak.
In West-Europa heerst op een diepte van 25 meter onder de oppervlakte een gelijkblijvende temperatuur. Op die diepte wordt de temperatuur niet meer beïnvloed door de temperatuurschommelingen van de verschillende jaargetijden en bedraagt constant 9 °C. Dieper in de aardkorst neemt de temperatuur vrij regelmatig toe. Bij talrijke diepboringen, die vooral in Duitsland werden uitgevoerd en waarbij diepten werden bereikt van meer dan 2000 meter, werd vastgesteld, dat elke 33 meter die men dieper de aardkorst binnendringt, de temperatuur met 1 °C stijgt. Zo zal er bijvoorbeeld op een diepte van 1200 meter een temperatuur heersen van (1200 – 25) : 33 + 9 = 44,6 °C.
Warmte-energie in het binnenste van de Aarde is voor 70 procent afkomstig van radioactieve vervalsprocessen in de aardmantel en aardkern en voor 30 procent uit de opstijgende restwarmte uit de tijd dat de Aarde ontstond. Op plekken waar de korst bestaat uit gesteenten die veel radioactieve elementen bevatten zal de warmteproductie door radioactief verval in dat deel van de korst hoger zijn en de gradiënt toenemen.
De geothermische gradiënt is bijvoorbeeld voor geothermie maar ook voor iedere vorm van diepboring van belang. Door het registreren van de geothermische gradiënt en andere meetbare parameters zoals de doorlaatbaarheid van de geologische lagen (de permeabiliteit) en de dichtheid (porositeit) van het gesteente maar ook de geleidbaarheid van dit zelfde gesteente, is het mogelijk vast te stellen wat de geothermische potentie is op bepaalde locaties. In vulkanisch actieve gebieden is de geothermische gradiënt bijzonder hoog (en de geothermische dieptemaat klein). In de buurt van subductiezones kan het in de onderkorst ook tot een omkering van de temperatuurgradiënt kan komen. In de aardmantel neemt de temperatuurgradiënt af omdat de mantel verondersteld wordt door mantelconvectie goed vermengd te worden.